# Liste der Bodendenkmale in Retzow
Die Liste der Bodendenkmale in Retzow enthält alle Bodendenkmale der brandenburgischen Gemeinde Retzow und ihrer Ortsteile auf der Grundlage der Landesdenkmalliste vom 31. Dezember 2020.
Die Baudenkmale sind in der Liste der Baudenkmale in Retzow aufgeführt.
| Gemarkung     | Flur | Kurzansprache | Bodendenkmalnummer | Bemerkung | Bild |
| ------------- | ---- | --- | ------------------ | --------- | ---- |
| Retzow (Lage) | 4, 6 | Kirche deutsches Mittelalter, Kirche Neuzeit, Siedlung Urgeschichte, Dorfkern Neuzeit, Dorfkern deutsches Mittelalter | 50062              |           |      |
| Retzow (Lage) | 3    | Siedlung slawisches Mittelalter, Siedlung deutsches Mittelalter                                                       | 50093              |           |      |
| Retzow (Lage) | 6    | Siedlung slawisches Mittelalter, Siedlung Urgeschichte                                                                | 50096              |           |      |